# Предоле (Гросупље)
Предоле (словен. Lobček), је насељено место у општини Гросупље у централној Словенији покрајина Долењска. Општина припада регији Средишња Словенија.
Налази се на надморској висини 390,8 м, површине 3,15 км². Приликом пописа становништва 2002. године насеље је имало 88 становника.